# Srby (Tuchlovice)
Srby (Duits: Sirb of Sirb bei Tuchlowitz) is een Tsjechische plaats in de gemeente Tuchlovice in de regio Midden-Bohemen en maakt deel uit van het district Kladno. Het dorp ligt op ongeveer 2 km afstand van Tuchlovice en op ongeveer 6,5 km afstand van de stad Kladno.
Srby telt 410 inwoners (2021).

## Geografie
Tussen Srby en Tuchlovice ligt het Turyňskýmeer, ook wel bekend als Velké Záplavy. Het meer is verbonden met de Loděnice, een zijrivier van de Berounka. Het meer loopt aan de noordkant uit in draslanden, ook wel bekend als Malé Záplavy, die een broedplaats zijn voor watervogels.

## Geschiedenis
Srby werd aan het einde van de 18e eeuw gesticht. Na de aanleg van de paardenspoorlijn vanuit Praag in de 19e eeuw nam het belang van het dorp toe en kwam de steenkoolwinning op gang. Restanten van de in onbruik geraakte spoorlijn zijn nog zichtbaar in het dorp en zijn tot monument verklaard.
In 1950 scheidde Srby zich af van de gemeente Kamenné Žehrovice, waarna het een zelfstandige gemeente werd. Sinds 1980 maakt het dorp deel uit van de gemeente Tuchlovice.

## Educatie
Er was een basisschool in het dorp. In 1958 werd de school gesloten.

## Verkeer en vervoer

### Autowegen
Weg II/606 loopt door Srby en verbindt Srby en Tuchlovice met Pletený Újezd, Stochov en Nové Strašecí. Tussen het grondgebied van Srby en Tuchlovice loopt snelweg D6 Praag - Karlsbad.

### Spoorlijnen
Er is geen station in de gemeente. Het dichtstbijzijnde station is Kamenné Žehrovice, gelegen aan spoorlijn 120 Praag - Kladno - Rakovník, op ongeveer 3 km afstand.

## Buslijnen
Er is één bushalte in het dorp:
| Halte            | Lijn | Route           | Vervoerder      |
| ---------------- | ---- | --------------- | --------------- |
| Tuchlovice, Srby | 618  | Kačice - Kladno | ČSAD MHD Kladno |

## Galerij

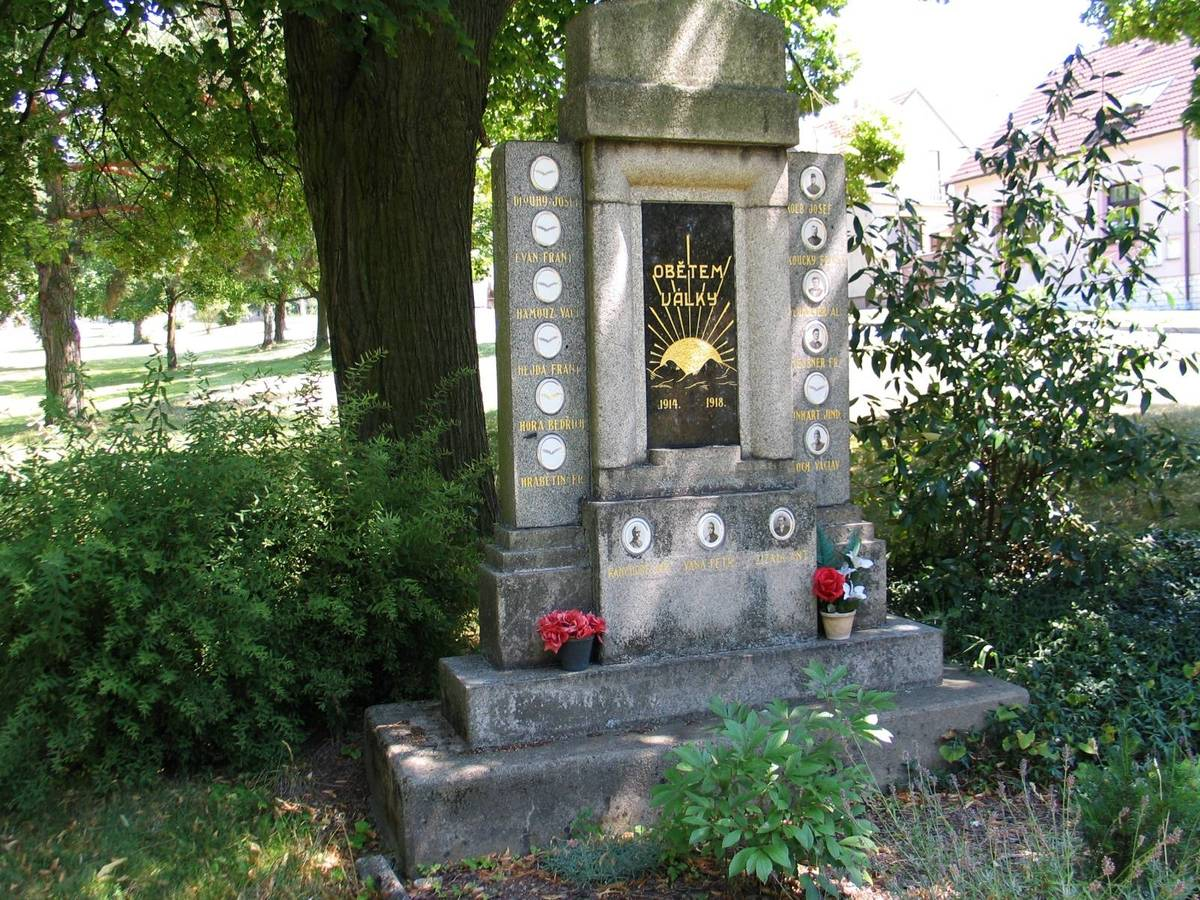
Oorlogsmonument
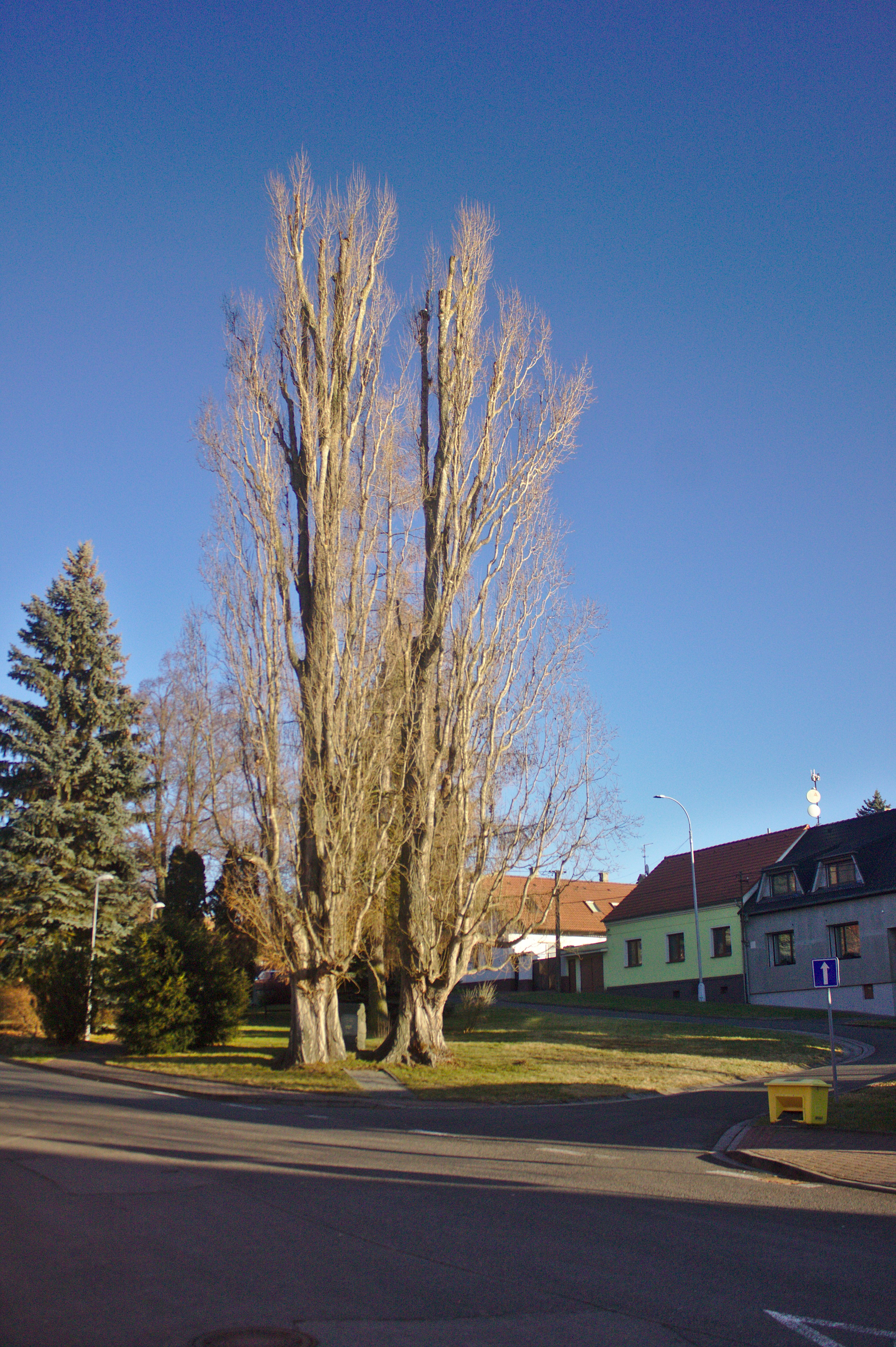
Bomen op het dorpsplein